# Le Gentleman d'Epsom
Le Gentleman d'Epsom is een Franse film van Gilles Grangier die werd uitgebracht in 1962.

## Verhaal
Richard Briand-Charmer is een gepensioneerde eskadronskapitein afkomstig uit een eerbare familie. In het milieu van de Hippodrome de Longchamp is hij gekend onder de naam 'le Commandant'. Met de paardenwedrennen heeft hij al heel wat geld verloren. Samen met de staljongen Charly komt hij nu aan de kost door 'waardevolle' tips te verkopen aan naïeve paardengokkers die afgaan op zijn zogenaamde ervaring en reputatie. 
Hij heeft een systeem uitgedokterd waarbij hij een klein percentage krijgt bij eventuele winst en niets verliest als hij een slechte tip heeft gegeven. Desondanks zit Richard dikwijls in geldnood. 
Tijdens zo'n magere periode ontmoet hij Maud, een vrouw met wie hij lang geleden een relatie had en die een rijke getrouwde vrouw is geworden. Om haar te verleiden heeft hij echter veel geld nodig. In die tijd leert hij eveneens Gaspard Ripeux, zijn nieuwste slachtoffer, kennen. Met deze rijke restauranthouder en aankomend fanatiek gokker komt hij echter ernstig in de problemen.  

## Rolverdeling
| Acteur             | Personage               | Beschrijving                                          |
| ------------------ | ----------------------- | ----------------------------------------------------- |
| Jean Gabin         | Richard Briand-Charmery | 'le Commandant'                                       |
| Louis de Funès     | Gaspard Ripeux          | restauranthouder en fanatiek wedder op paardenrennen  |
| Jean Lefebvre      | Charly                  | de loop- en staljongen                                |
| Paul Frankeur      | Arthur                  | de croupier van de gokclub                            |
| Franck Villard     | Lucien                  | de uitbater van het cabaret                           |
| Madeleine Robinson | Maud                    | de vrouw van de wereld die door Richard werd verlaten |
| Joëlle Bernard     | Ginette                 | de vrouw van Lucien                                   |
| Josée Steiner      | Béatrice                | de nicht van Richard                                  |
| Marie-Hélène Dasté | Berthe                  | tante                                                 |
| Aline Bertrand     |                         | de cafébazin                                          |
| Camille Fournier   | Thérèse                 | de zuster van Richard                                 |
| Jean Martinelli    | Hubert                  | de man van Thérèse en de schoonbroer van Richard      |